# Evelyn Famà
Evelyn Famà (Catania, 14 giugno 1975) è un'attrice e danzatrice italiana.

## Biografia

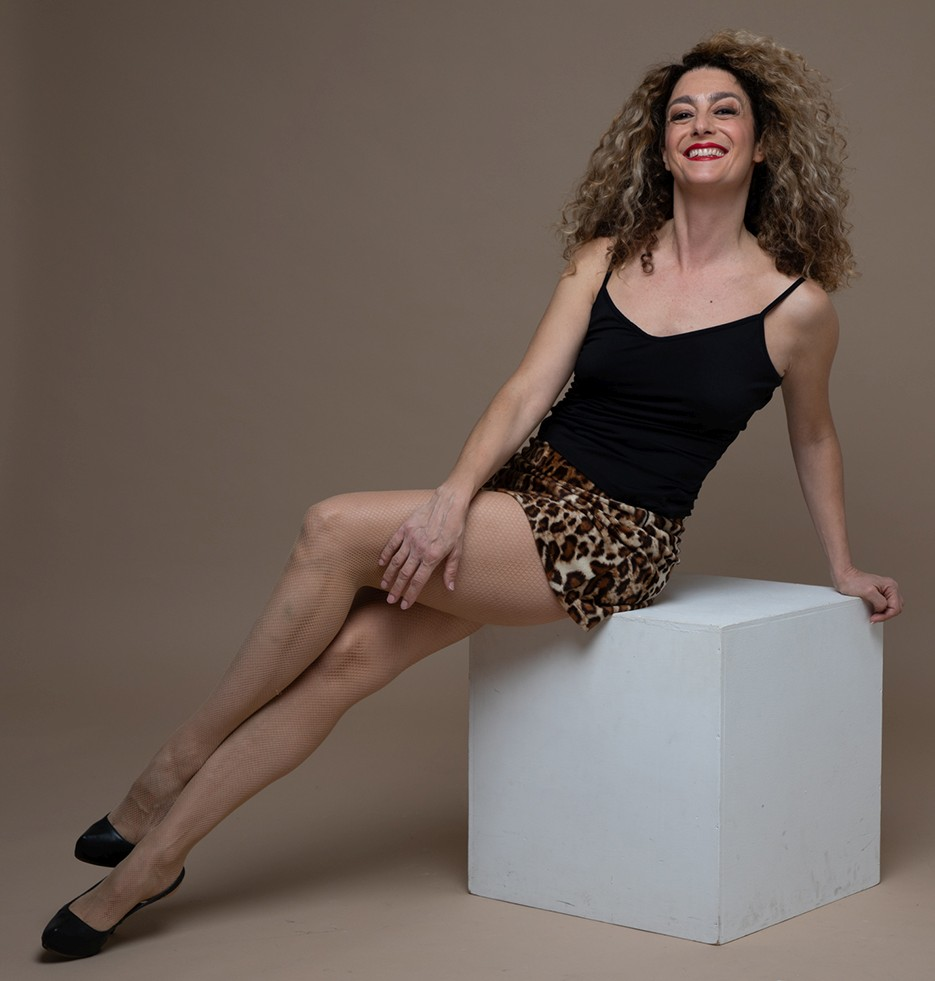
Evelyn Famà nel 2023

Evelyn Famá nasce a Catania, dove sin dall'età di cinque anni comincia a studiare danza classica, poi moderna e contemporanea. Successivamente si iscrive all'Accademia di belle arti di Catania nella sezione scenografia. Inizia così la sua carriera come danzatrice interpretando, sotto la direzione della coreografa Silvana Lo Giudice, classici come Giselle, Paquita, Don Chisciotte ed opere di autori in teatro danza come Giovanni Verga, Luigi Pirandello e Garcia Lorca. A diciotto anni viene selezionata per entrare all'Accademia d'Arte Drammatica Umberto Spadaro del Teatro Stabile di Catania.

Uscita dall'Accademia comincia a lavorare ininterrottamente per teatro, cinema e televisione come attrice con importanti produzioni private nazionali e con i principali teatri stabili. La prima tournée italiana è Lisistrata di Aristofane con la produzione del teatro stabile della sua città e del Politecnico di Roma. Il giorno dopo la conclusione della tournée si laurea in Scenografia discutendo una tesi su Pina Baush. Nel 2001 vincerà come miglior attrice il premio internazionale Salvo Randone a Siracusa confrontandosi con altri attori ed attrici diplomati come lei presso le più importanti accademie teatrali Italiane nel 2000. Ad oggi il suo curriculum d'attrice riporta nomi di registi di fama internazionale come Ronconi, Puggelli, Mirabella, Siani, Di Robilant, Nekrosius, Coucier.

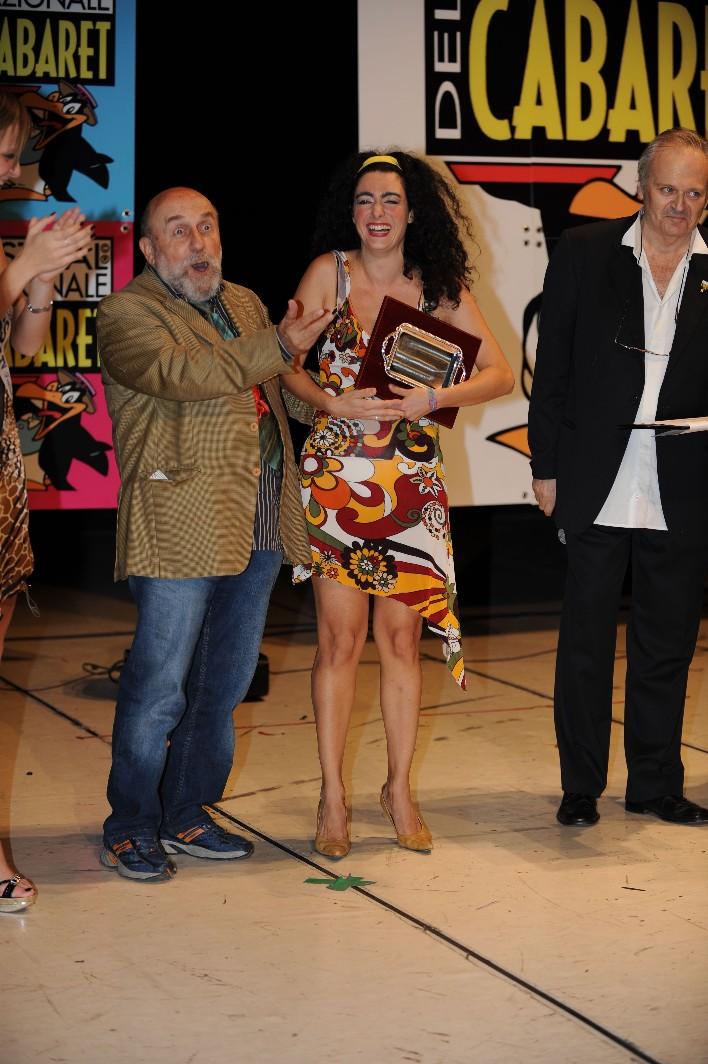
Evelyn Famà premiata da Enrico Beruschi al Festival Nazionale del Cabaret di Torino

Tra le sue principali tournée interpreta Ecuba nel ruolo di Polissena al fianco di Paola Gassman, e Le Troiane nel ruolo di Cassandra. Tra le protagoniste interpretate a teatro anche Alda di Tra vestiti che ballano di Rosso di San Secondo, la celebre Mirra di Vittorio Alfieri e La Virtuosa Signora Perella in L'Uomo la Bestia e la Virtù. Nel 2004 vince il Premio Hystrio alla vocazione a Milano.

Per la televisione interpreta il ruolo di Palmira Frisone, nella fiction Rai Il Figlio della luna. Per il cinema ha lavorato in coppia comica con Nino Frassica coprotagonista nel film Un Milione di giorni di Emanuele Giliberti. È protagonista anche nella docufiction La Voce del corpo e nel film di Alessandro Di Robilant Mauro c’ha da fare in coppia con Carlo Ferreri.

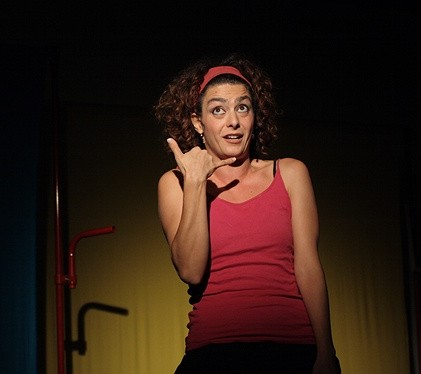
Evelyn Famà in Morir di Fama

Nel 2020 è sul set di The Shamefull Story, diffuso in Italia come La Storia Vergognosa, film documentario candidato ai Nastri d'argento 2021 (prodotto da Istituto Luce e andato in onda su Rai Storia La storia vergognosa - Video - RaiPlay) nel quale interpreta, diretta dalla regista Nella Condorelli, un corposo monologo nel finale dell'opera incentrata sulla grande emigrazione verso le Americhe del primo 900 e sulla questione femminile che trova il suo climax proprio nella scena della Famà nel ruolo di Provvidenza Rumore, coraggiosa testimone di giustizia dei Monti Sicani nel 1911 per il processo dell'assassinio di Lorenzo Panepinto.
Dal 2007 porta in scena con successo il monologo comico Morir di fama, diretta da Carlo Ferreri, nel quale veste i panni di un'attrice stressata ed intraprendente, in un contorno assurdo e surreale, tartassata dal culto del successo e dell'immagine. Lo spettacolo è stato rappresentato anche al Teatro Cafè Sconcerto di Venezia in collaborazione con Zelig. Con alcuni estratti presenti in questo one woman show, Evelyn ha ottenuto diversi riconoscimenti, tra cui una menzione speciale per l’interpretazione al Premio Calandra e il Premio Rubens.
Nell'ottobre 2009 al Teatro Nuovo di Torino, "con una singolare performance in stile futurista basata essenzialmente su gestualità, mimica e uso calibrato della voce", vince la XVIII edizione del Festival Nazionale del Cabaret e le viene inoltre assegnato il Premio Ernst Thole per l'interpretazione più originale.
Nel 2019 è la voce di Giuseppina in Tufo, documentario d'animazione ispirato alla vicenda di Ignazio Cutrò, imprenditore edile vittima del racket mafioso nella provincia di Agrigento.
Dal 2015 insieme a Tuccio Musumeci interpreta Falista in Pipino il Breve di Tony Cucchiara, ottenendo recensioni lusinghiere per "l'uso del corpo e dell'espressività facciale assolutamente fuori dal comune".
Nel 2025 è interprete per Gennaro Nunziante e Angelo Duro del film Io sono la fine del mondo, nel ruolo di Anna.
È stata testimonial degli spot per la Girella, per la campagna abbonamenti Calcio Catania nel 2008 e per Lidl nel 2013, quest’ultimo diretto da Luca Lucini.

## Filmografia

### Cinema

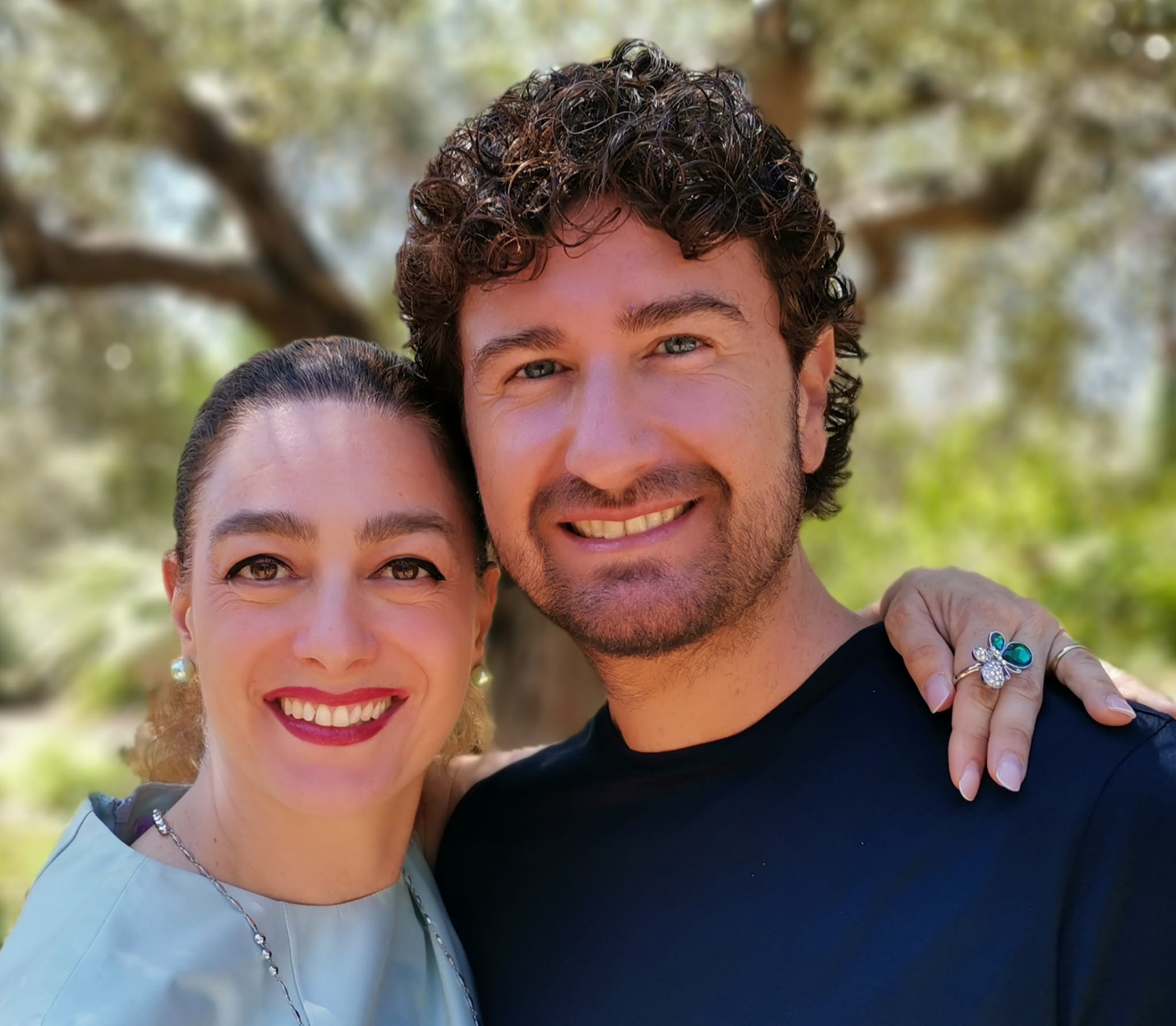
Evelyn Famà con Alessandro Siani sul set di Succede anche nelle migliori famiglie

- La voce del corpo, regia di Luca Vullo (2011)
- Un milione di giorni, regia di Emanuele Giliberti (2011)
- Mauro c'ha da fare, regia di Alessandro Di Robilant (2012)
- La storia vergognosa, regia di Nella Condorelli (2017)
- Cyrano, regia di Joe Wrigth (2020)
- Succede anche nelle migliori famiglie, regia di Alessandro Siani (2024)
- Io sono la fine del mondo, regia di Gennaro Nunziante (2025)

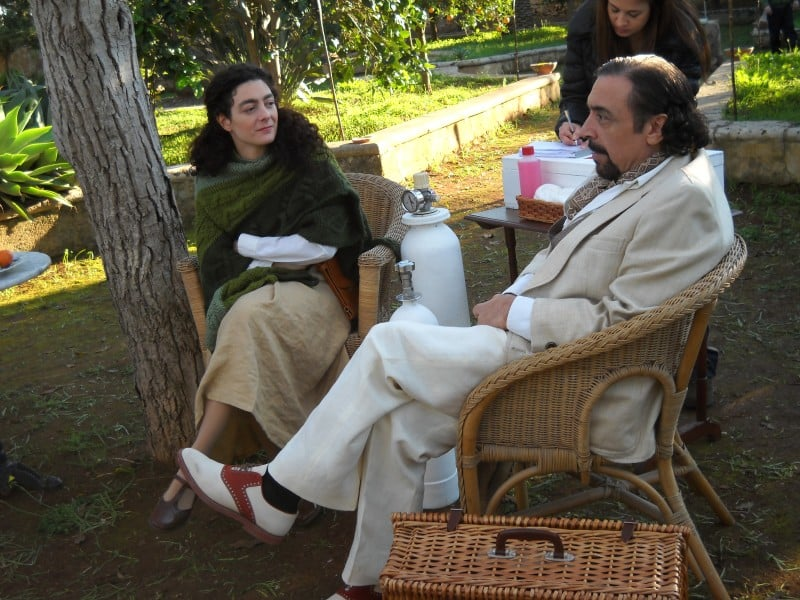
Nino Frassica ed Evelyn Famà durante le riprese di Un milione di giorni

### Cortometraggi
- Italian Comics, regia di Alessandro Marinaro (2004)
- Campioni del Mondo, regia di Alessandro Marinaro (2005)
- Motore!, regia di Alessandro Marinaro (2008)
- Il dito sull'orologio, regia di Francesco Lo Bianco (2008)
- Italian Comics II - Veline, regia di Alessandro Marinaro (2009)
- Tufo, regia di Victoria Musci (2019)
- Free, regia di Aashish Gadhvi (2021)
- Piece of Art, regia di Rubens Peeters (2022)
- Look at me, regia di Gina Simone (2022)
- Come il sale nell'acqua, regia di Fabio Manfrè (2023)
- Luma, regia Rachel Albert (2023)

### Televisione
- Il Figlio della luna, regia di Gianfranco Albano - Rai FIction (2006)
- Phone Center Brambilla, regia di Maurizio Monti - Jimmy Channel (2007)
- Bambine cattive, regia di Simona Lianza - Comedy Central - Sky (2011)
- Metropolitaun, regia di Clemente Panebianco - Ultima TV (2017)

### Pubblicità
- Calcio Catania (2008)
- LIDL - Arance (2013)
- Sharing bag (2017)
- Gira meglio con Girella (2017)
- Teatro Stabile di Catania (2024)

## Teatro

### Attrice

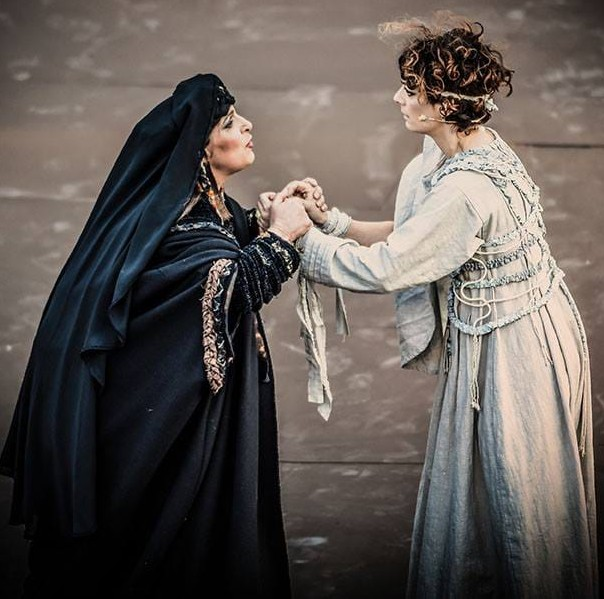
Evelyn Famà con Lucia Sardo (Ecuba e Cassandra) al Teatro Greco di Siracusa (2004)

- La fanciulla che campava di vento, di Tony Cucchiara, regia di Armando Pugliese (1998)
- I Malavoglia, di Giovanni Verga, regia Giovanni Anfuso (1998)
- Cavalleria rusticana's dream - il sogno di Piero di E.Donato, da William Shakespeare, regia Ezio Donato (1999)
- Lisistrata, di Aristofane, regia Mario Prosperi (1999)
- La Penna di hu, di E.Donato, regia Ezio Donato (2000)
- L'Inganni d'amore, di Musumeci Catalano, regia di Antonio Venturino (2000)
- Lu Curtigghiu di li Raunisi, di Ignazio Buttitta, regia Nicasio Anzelmo (2001)
- Tra vestiti che ballano, di Rosso di San Secondo, regia Romano Bernardi (2002)
- L'Uomo, la Bestia e la virtù, di Luigi Pirandello, regia Alvaro Piccardi (2002)
- Ivanov, di Anton Pavlovich Cechov, regia di Eimuntas Nekrosius (2002)
- Sogno di una notte d'estate, di William Shakespeare regia Franco Però (2002)
- Rane, di Aristofane, regia Luca Ronconi (2002)
- Prometeo, di Eschilo, regia di Luca Ronconi (2002)
- Baccanti, di Euripide, regia Luca Ronconi (2002)
- Frammenti - brani scelti da Sofocle, Eschilo, Euripide, regia di Emanuele Giliberti (2002)
- La barca dei comici, di Carlo Goldoni, regia di Franco Però (2003)
- Vita miseria e dissolutezze di Micio Tempio Poeta, di Filippo Arriva, regia di Romano Bernardi (2003)
- Ecuba, di Euripide, regia di Giovanni Anfuso (2004)
- Una terra di nuvole e fiori, di Gesualdo Bufalino, regia di Marco Baliani (2005)
- La lunga vita di Marianna Ucria, di Dacia Maraini, regia di Lamberto Puggelli (2005)
- Antonio e Cleopatra, di William Shakespeare, regia di Lamberto Puggelli (2006)
- Morir di Fama, di Evelyn Famà, regia di Carlo Ferreri (2007)
- Una Festa Barocca, regia di Roberto Laganà Manoli (2008)
- Chantecler, da Edmond Rostand, regia di Armando Pugliese (2008)
- Turandot, di Carlo Gozzi, regia di Emanuele Giliberti (2009)
- Scupa!, di Ottavio Cappellani, regia di Guglielmo Ferro (2009)
- Prima della cena, di Riccardo Maria Tarci, Regia R.M.Tarci (2009)
- Natale in cucina, di Alan Ayckbourn, regia di Giovanni Lombardo Radice (2010)
- Mirra, di Vittorio Alfieri, regia di Tatiana Alescio (2011)
- Il contravveleno, di Nino Martoglio, regia di Turi Giordano (2013)Evelyn Famà e Tuccio Musumeci sul palcoscenico di Il contravveleno di Nino Martoglio (2013)

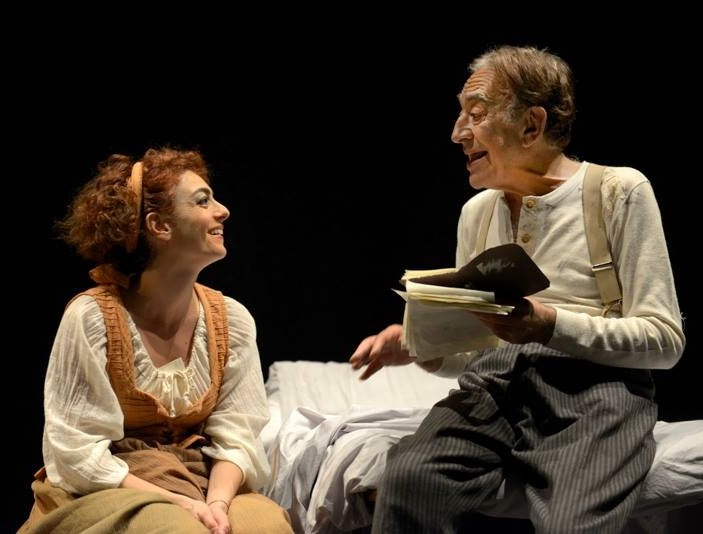
Evelyn Famà e Tuccio Musumeci sul palcoscenico di Il contravveleno di Nino Martoglio (2013)

- Questa terra ancora canta, regia di Vincenzo Spampinato (2013)
- Vaghe stelle dell' Orsa di Giacomo Leopardi, da Le Operette morali, regia Gianni Salvo (2013)
- Il Pipistrello, di Johann Strauss, regia Michele Mirabella (2013)
- Fumo negli occhi, di Raffaele Sposito detto Faele e Carlo Romano, regia Nicasio Anzelmo (2013)
- Il medico dei pazzi, di Eduardo Scarpetta, regia di Armando Pugliese (2014)
- Verso Argo, da Le Troiane di Euripide, regia di Emanuele Giliberti (2014)
- Coefore, di Eschilo, regia di Daniele Salvo (2014)
- Crisi di Madri, di Marcial Coucier, regia di Romano Bernardi (2015)
- Il ratto delle sabine, di Von Schontan, regia di Pippo Pattavina (2015)
- Il Circo magico, di Gianni Clementi, regia Gianni Salvo (2016)
- Annata Ricca, di Nino Martoglio, regia Giuseppe Romani (2016)
- Fonte a Ponente Luna Crescente[30], regia di Pamela Toscano (2016)
- Così è (se vi pare), di Luigi Pirandello, regia di Gianni Salvo (2017)
- Ma non è una cosa seria, di Luigi Pirandello, regia Romano Bernardi (2017)
- Il Cavaliere Pedagna, di Luigi Capuana, regia di Giuseppe Romani (2017)
- Cu 'i nguanti gialli - Tutto per Bene, di Luigi Pirandello, Regia Turi Giordano (2017)
- Miles Gloriosus, da Plauto, di Giuseppe Fava, regia di Romano Bernardi (2018)
- In cima al Campanile, di Achille Campanile, regia di Emanuele Giliberti (2018)
- La pazza di Chaillot[31], di Jean Giraudox, regia di Franco Però (2022)
- L'uomo, la bestia e la virtù, di Luigi Pirandello, regia di Carlo Ferreri (2022)
- Caccia al Lupo, di Giovanni Verga, regia Ezio Donato (2022)
- Europa - Il racconto di un rapimento d'amore, soggetto e regia di Ezio Donato (2022)
- Persecuzioni, di Richard Greem, regia di Riccardo Maria Tarci (2023)
- Bellini e le sue donne, di Filippo Arriva (2023)
- Pipino il Breve, di Tony Cucchiara, regia di Giuseppe Di Martino (1996, 2015 e dal 2024)
- Histoire du soldat, di Igor Strawinskij, regia di Ezio Donato (2023)
- Istoria di Sant'Agata, di Filippo Arriva, musiche di Giovanni Sollima, regia di Alessandro Idonea (2023)
- Peer Gynt, di Henrik Ibsen, regia di Alessandro Idonea (2024)
- Il caso di Alessandro e Maria[32], di Sandro Luporini e Giorgio Gaber, regia di Carlo Ferreri (2024)
- Da Giovedì a Giovedì, di Aldo De Benedetti, regia Ezio Donato (2025)

### Danzatrice

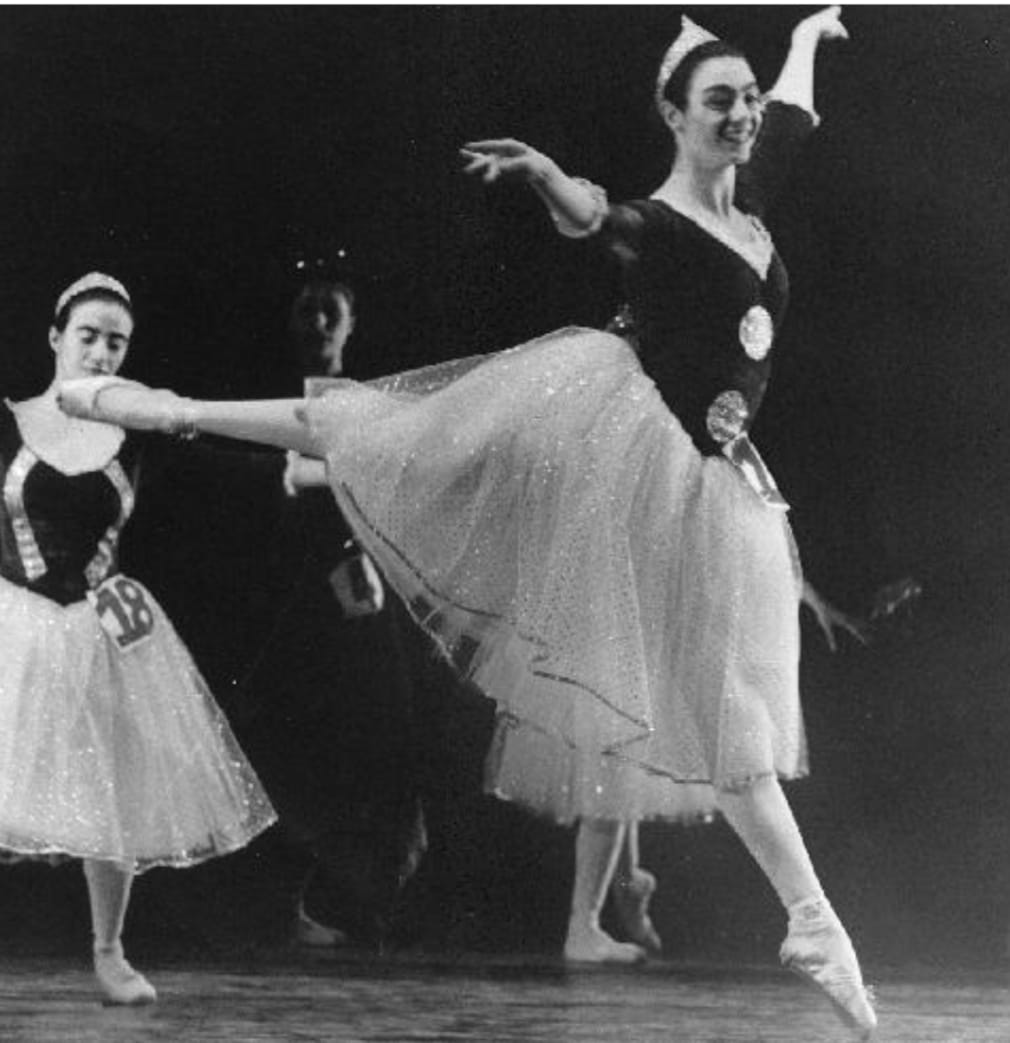
Evelyn Famà danza Nel Regno di Mago Alfabeto (1996)

- For Frank, musiche di Frank Sinatra, coreografie di Silvana Lo Giudice (1994)
- Nel Regno di Mago Alfabeto, soggetto e coreografie di Silvana Lo Giudice (1996)
- Paquita, musiche di Ludwig Minkus, coreografie di Silvana Lo Giudice (1996)
- Lassù in ciel, soggetto e coreografie di Silvana Lo Giudice (1997)
- La lupa, musiche di Renè Aubry, di Giovanni Verga, coreografia di Silvana Lo Giudice (1997)
- Nozze di sangue, di Federico Garcia Lorca, coreografia di Silvana Lo Giudice (1997)
- Orient Express, musiche di Renè Aubry, coreografie di Cinzia Cona (1998)
- Danza e Parole, regia di Orazio Torrisi (1998)
- Gengè, soggetto di Luigi Pirandello, regia di Cinzia Cona (1998)
- Anima, soggetto e coreografie di Silvana Lo Giudice (1998)
- Per i sentieri di Trezza da I malavoglia di Giovanni Verga, regia Guglielmo Ferro, coreografia Donatella Capraro (1999)
- Il principe Dracula, soggetto e regia di Aldo Lo Castro (2000)
- Chi era al telefono, di Peter Weiss, regia di Giampaolo Romania (2003)
- The egyptian princess, regia di Alessandro Marinaro (2004)
- L'altro figlio, di Luigi Pirandello, regia di Orazio Torrisi (2019)

## Teatro per ragazzi
- La Sirenetta, di Marguerite Yourcenar, regia Ezio Donato (1998)
- Il vestito nuovo dell'imperatore, di E.Donato da Hans Christian Andersen, regia Ezio Donato (1999)
- Pinocchio, di Giuseppe Di Martino da Carlo Collodi, regia Ezio Donato (2000)
- Il Gatto con gli stivali, di A.Tosto da Charles Perrault, regia Angelo Tosto (2001)
- Le Avventure del giovane Ricciolo, di Rita ed Edo Gari, regia di Roberto Laganà (2003)
- Cenerentola, di A. Tosto da Charles Perrault, regia Angelo Tosto (2003)
- Fata Fiore ovvero Pulcinella innamorato, di A.Tosto da Luigi Capuana, regia Angelo Tosto (2004)
- La Bella addormentata, di Domenico Carboni da Charles Perrault, regia Gianni Salvo (2015)
- Alice nel paese delle meraviglie, di Domenico Carboni da Lewis Carrol, regia di Gianni Salvo (2016)
- Il Topo di campagna e il topo di città, di Lina Maria Ugolini da Esopo, regia Gianni Salvo (2016)
- Il Principe ranocchio, di Domenico Carboni da Giacob e Wilhelm fratelli Grimm, regia Gianni Salvo (2016)
- Il Mago di Oz, di Domenico Carboni da L.Frank Baum, regia Gianni Salvo (2017)
- Pelle d'asino, di Domenico Carboni da Charles Perrault, regia Gianni salvo (2018)
- La Sirenetta, di Domenico Carboni da Hans Christian Andersen, regia Gianni Salvo (2018)
- La Tartaruga e la lepre malandrina, di Lina Maria Ugolini da Esopo, regia di Gianni Salvo (2019)

## Riconoscimenti
- Premio Internazionale Salvo Randone (Siracusa)
  - 2001 - Miglior attrice[33]
- Premio Hystrio (Milano)
  - 2004 - Alla vocazione[6][34]
- Premio Ernst Thole al XVIII FNDC (Torino)
  - 2009 - Interpretazione più originale[34]
- XVIII Festival Nazionale del Cabaret (Torino)
  - 2009 - Miglior interprete[21][34]